# Порируа
Порируа (англ. Porirua) — город в новозеландском регионе Веллингтон, расположенный к северу от города Веллингтон. Находится на берегу бухты Порируа. Также включает в себя острова Мана и Капити. Согласно переписи населения 2006 года, численность населения Порируа составляла 48 546 человек.

## История
Согласно археологическим раскопкам, проведённым в окрестностях города Порируа, эта местность была заселена приблизительно в середине XV века. Основным занятием местных жителей была охота, собирательство и рыболовство. Впоследствии в регионе обосновались представители маорийских иви нгаи-тара, нгати-ранги и нгати-ира, а в 1820-х годах в результате давления со стороны иви уаикато — представители племени нгати-тоа.
В середине 1830-х годов в окрестностях Порируа появились первые европейцы, в том числе Джозеф Томс, который на территории Паремата, современного пригорода Порируа, создал станцию китобоев, а также организовал паромную переправу. В 1840-е годы вблизи города велись вооружённые столкновения между коренными жителями Новой Зеландии, маори, и европейским колонистами. Так, здесь были построены маорийские фортификационные сооружения па, а в 1846 году — британские укрепления и форты.
Тем не менее маори оказались беспомощными перед лицом европейского огнестрельного оружия и военного опыта, и с захватом вождя Те-Раупараха и отступлением Те-Рангихаэата окрестности Порируа стали безопасными для европейских поселенцев, которые к 1848 году улучшили транспортное сообщение с Веллингтоном, расширив местную дорогу, раньше использовавшуюся маори. В 1885 году Порируа был соединён с Веллингтоном железной дорогой.
В 1887 году в поселении была открыта местная психиатрическая больница, в которой работало свыше 2000 человек. Она оказало большое влияние на дальнейшее развитие Порируа, и к началу XX века в нём уже было три церкви, гостиница, железнодорожная станция и магазин. С сооружением в 1936 году моста через бухту Паремата численность населения Порируа резко пошла вверх.
В годы Второй мировой войны в окрестностях поселения были построены вооружённые лагеря, которые использовались американской военной пехотой. После окончания войны численность населения Порируа продолжала расти. Для решения жилищных проблем местного населения правительством страны в период с 1953 по 1955 год были построены свыше 500 домов, ставших впоследствии одним из архитектурных наследий Новой Зеландии. Строительный материал специально заказывался в Австрии, а уже в Новой Зеландии эти дома оставалось собрать как конструктор.
На протяжении 1960-х годов коммерческое развитие города продолжилось, тем не менее в нём отсутствовала какая-либо промышленность. Для привлечения национальных и международных компаний были специально созданы благоприятные инвестиционные условия, и уже в 1965 году в Порируа был открыт завод компании General Electric. Впоследствии свои предприятия на территории города открыли такие компании Kodak, Chubb и другие. Кроме того, компанией Todd Corporation была налажена сборка автомобилей. В 1962 году после упрощения графства Макара было учреждено боро Порируа, а в 1965 году — образован городской совет Порируа.

## Население

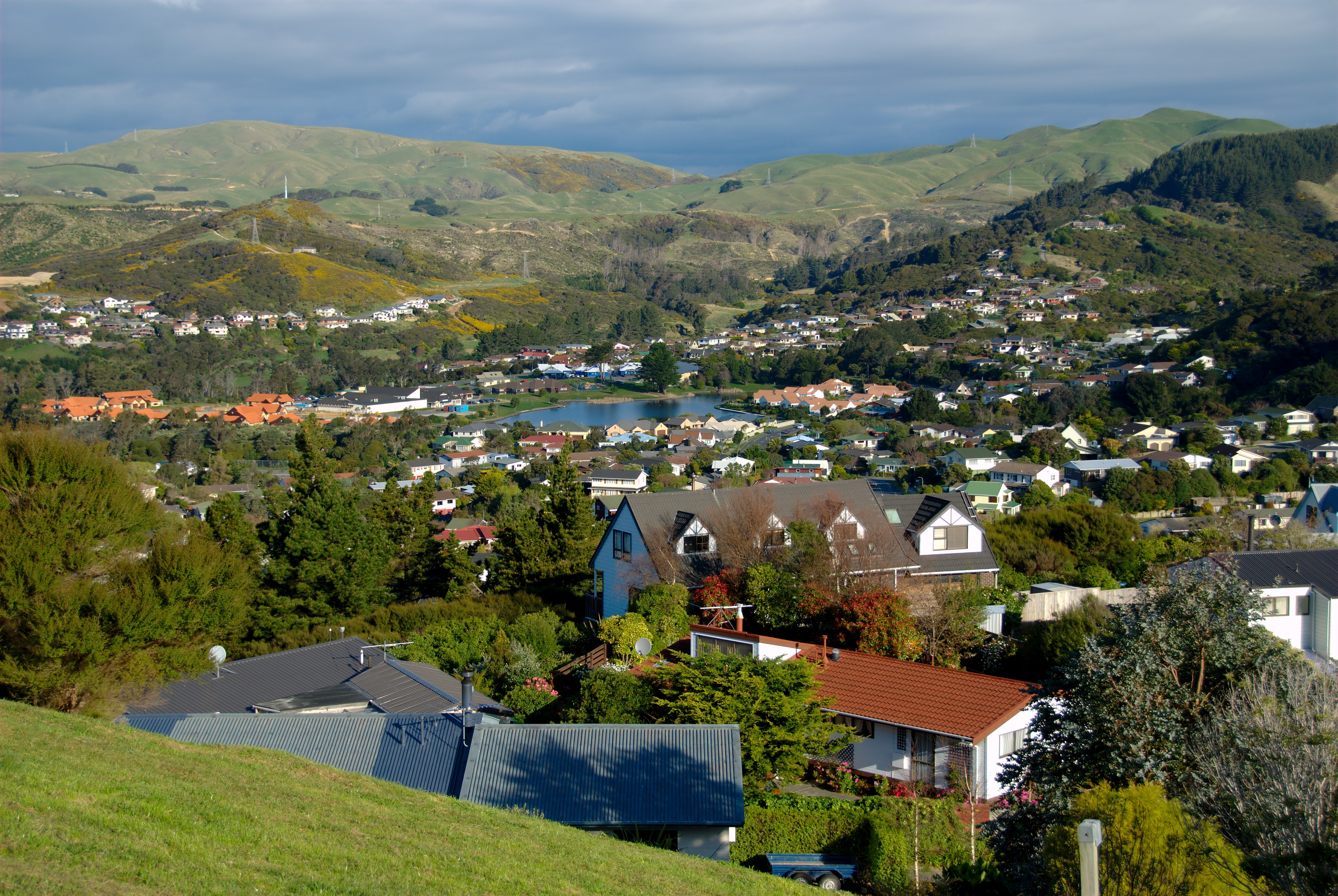
Вид на район Уитби.

По данным переписи населения 2006 года, в городе проживало 48 546 жителей, что на 1179 человек, или 2,5 %, больше, чем было зарегистрировано в ходе переписи 2001 года.
Показатели по половым категориям в городе были следующие: 23 634 мужчины и 24 912 женщин. Показатели по возрастным категориям: 26,2 % жителей до 15 лет, 7,9 % жителей старше 65 лет. Средний возраст составлял 32,6 года. Средний возраст представителей народа маори составлял 21,2 года. Среди них доля жителей младше 15 лет составляла 35,4 %, старше 65 лет — 3,1 %.
Расовый состав населения был 56,8 % европейцев, 20,9 % маори, остальные — представители народов Океании и азиаты. Доля латиноамериканцев и африканцев была незначительной. Доля жителей, родившихся за рубежом составляла, 23,1 %. Из иностранцев преобладали выходцы из Самоа и Великобритании. Основным языком общения в городе был английский язык. Другие распространённые языки — самоанский (им владело 11 % населения) и маори (им владело 4,1 % всего населения города, или 23,3 % представителей коренного новозеландского народа маори).
Доля семей, в которых были дети, составляли 46,3 % жителей; доля бездетных семей — 29,1 %; доля неполных семей с хотя бы одним ребёнком — 24,6 %. Домашние хозяйства из одной семьи составляли 74,1 % всех домашних хозяйств Порируа. Средний размер домашнего хозяйства — 3,1 человека. 61,2 % хозяйств имели доступ в Интернет, 90,8 % — домашний телефон, 77,6 % — мобильный телефон.
Средний доход на человека старше 15 лет — NZ$ 26 300. Доля жителей старше 15 лет, средний доход которых NZ$ 20 000 или ниже, составлял 40,4 %, а для жителей, доход которых выше NZ$ 50 000, — 20,5 %. Уровень безработицы в Порируа в 2006 году достигал 6,9 %.

## Культура и экономика

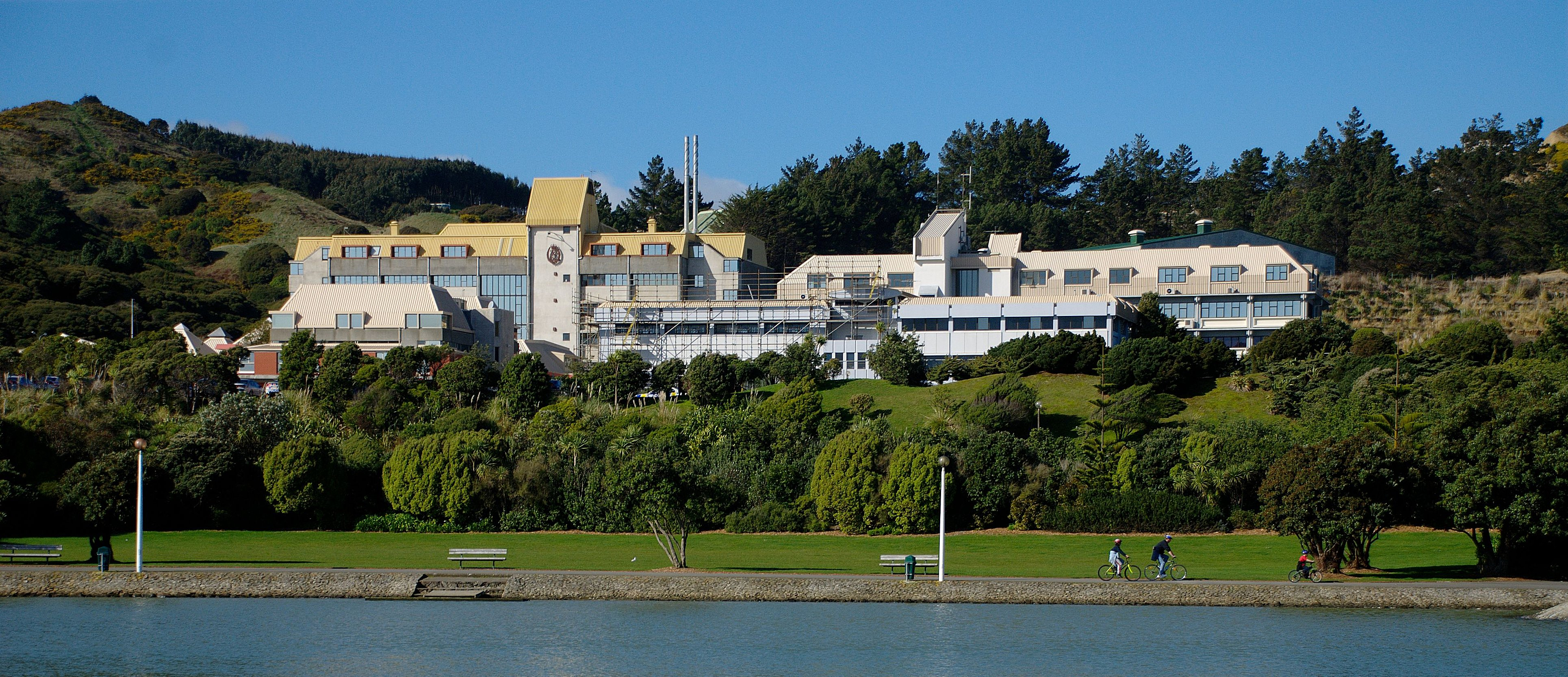
Королевский колледж новозеландской полиции, расположенный в Порируа

В Парируа расположен один из крупнейших в регионе центров для проведения спортивных, официальных, коммерческих мероприятий — Арена Те-Раупараха. В нём же находятся крупный водный центр и фитнес-центр.
Из других культурно-досуговых центров выделяется Музей искусств и культуры Патака, который является одним из главных в стране выставочных центров, посвящённых современному искусству маори, жителей Океании и Новой Зеландии.
В Порируа находится штаб-квартира крупнейшего местного производителя шоколада — J.H. Whittaker & Sons.

## Достопримечательности
- В пригороде Порируа, Титаи-Бей[англ.], стоит радиомачта Титаи-Бей, являющаяся вторым по высоте сооружением Новой Зеландии[англ.]

## Города-побратимы
- Австралия — Блэктаун (пригород Сиднея)

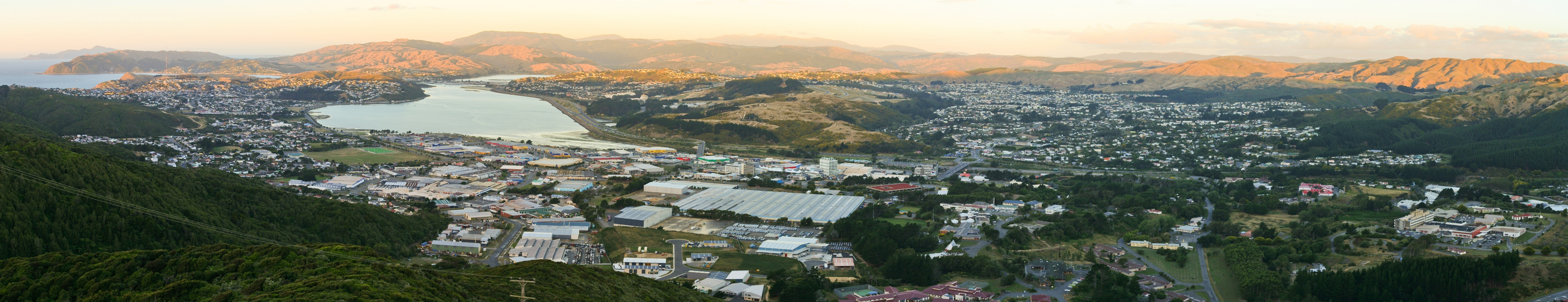
Панорама города.

- Великобритания — Уитби
- Китай — Янчжоу
- Япония — Нисио[14]